# دانشگاه استرالیای جنوبی

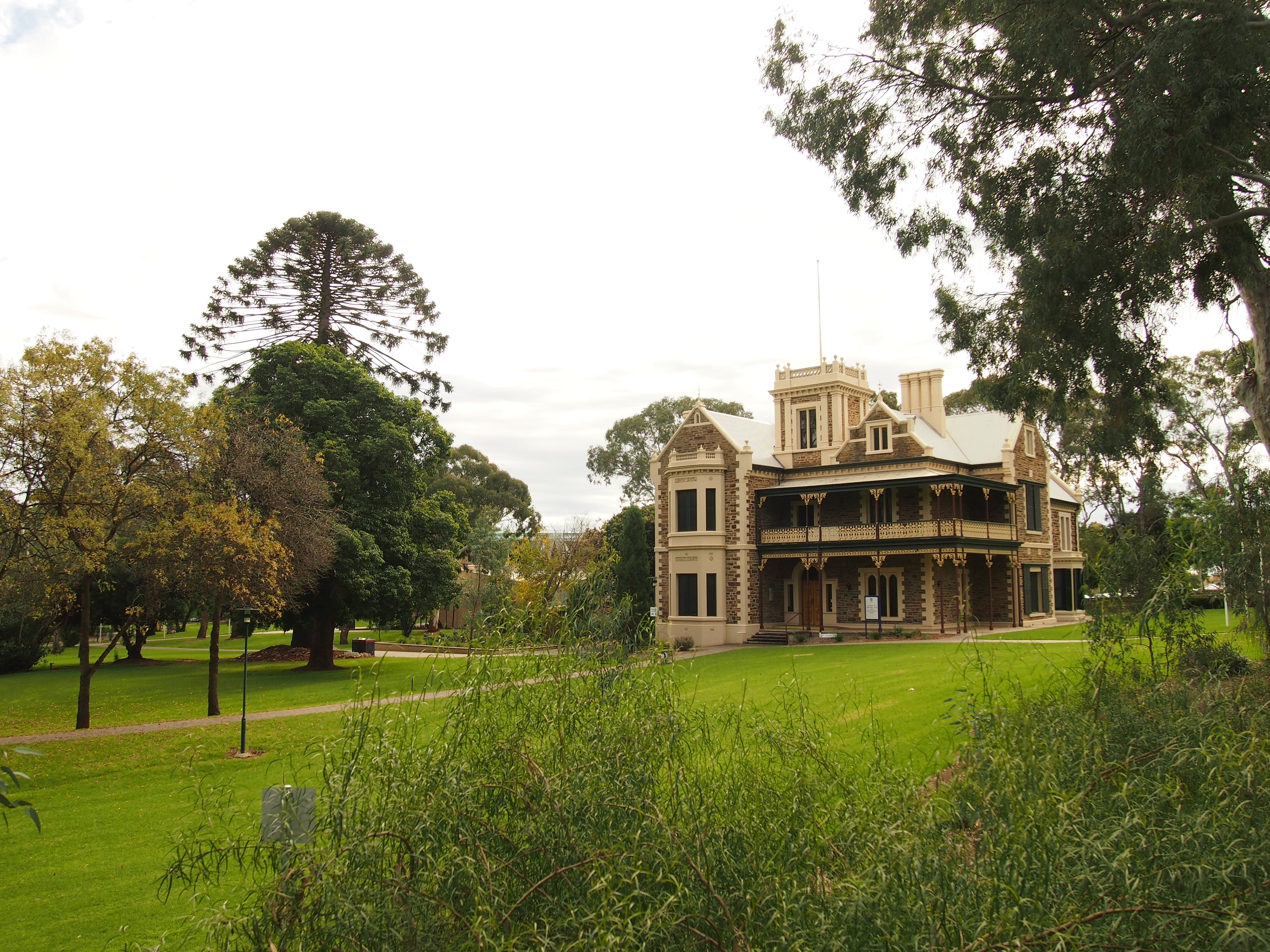
ماری هاس و چشم‌انداز آن در محوطه مگیل در دانشگاه استرالیای جنوبی

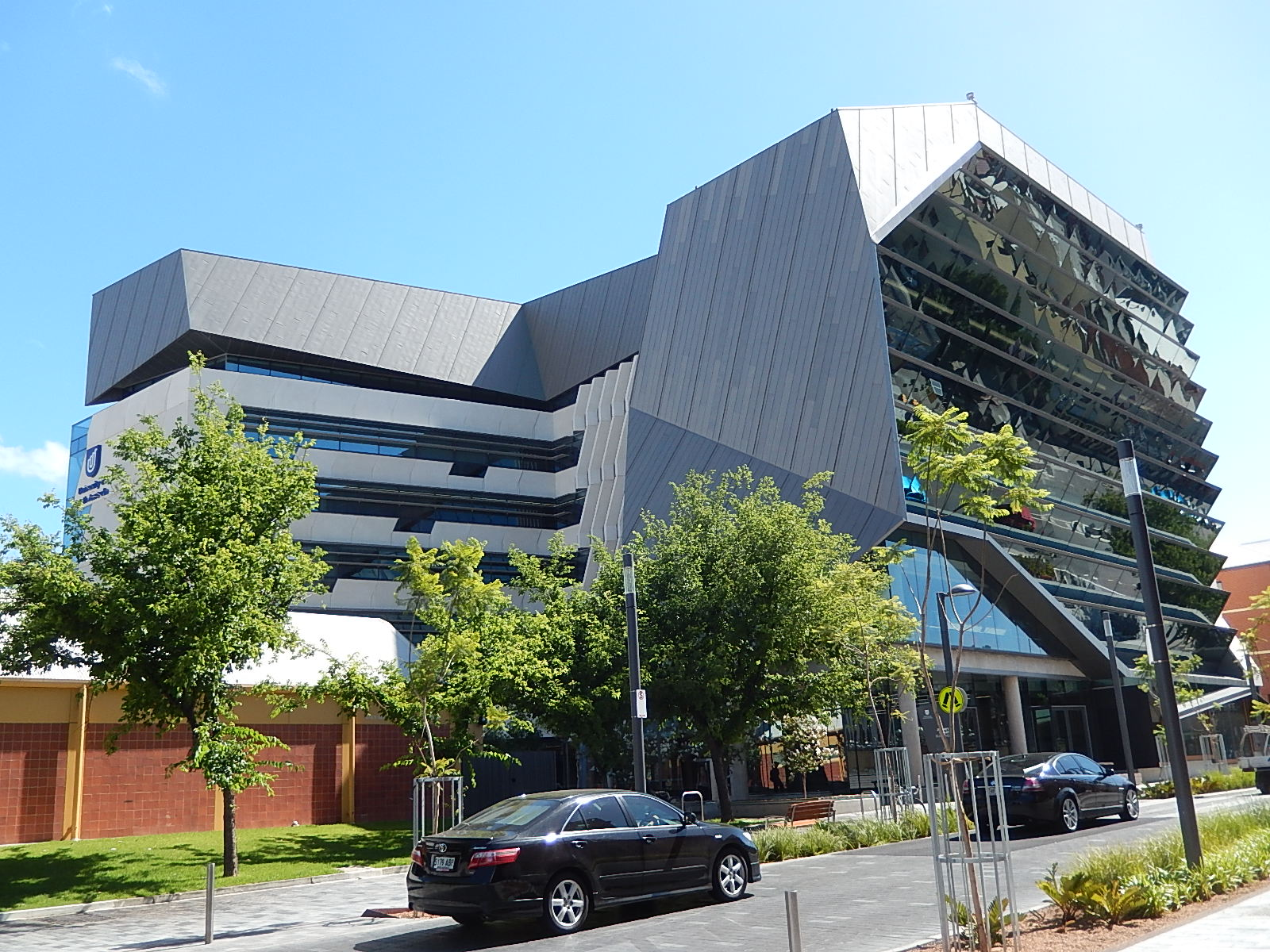
مرکز یادگیری

دانشگاه استرالیای جنوبی (به انگلیسی: University of South Australia) به اختصار (UniSA)، یک دانشگاه دولتی در استرالیا است که در آدلاید، ایالت استرالیای جنوبی قرار دارد. این دانشگاه، بزرگترین دانشگاه در ایالت استرالیای جنوبی با حدود ۳۲٬۰۰۰ دانشجو است.
این دانشگاه در قالب فعلی، در سال ۱۹۹۱ با ادغام مؤسسه فناوری استرالیای جنوبی (۱۸۸۹) و کالج پیشرفته آموزش (۱۸۵۶) تأسیس شد.

## رتبه‌بندی (رنکینگ)
طبق رتبه‌بندی QS در سال ۲۰۱۸، دانشگاه استرالیای جنوبی در میان ۳۰۰ دانشگاه برتر جهان و جز ۲۰ دانشگاه برتر استرالیا قرار دارد. طبق رتبه‌بندی رتبه‌بندی تایمز در سال ۲۰۱۸، این دانشگاه در بین ۲۵۰ دانشگاه برتر جهان قرار دارد.
هم‌چنین، در سال ۲۰۱۸، آن را به عنوان یکی از بهترین دانشگاه‌های جوان جهان رتبه‌بندی شده‌است.